# ارنست کوکلر
ارنست کوکلر (انگلیسی: Ernest Kockler; ۱۶ ژوئیهٔ ۱۸۹۲ – ۲۰ سپتامبر ۱۹۷۰) دوچرخه‌سوار اهل ایالات متحده آمریکا بود. وی در بازی‌های المپیک تابستانی ۱۹۲۰ شرکت کرده است.